# 대한민국 상법 제369조
대한민국 상법 제369조는 의결권에 대한 상법 회사법의 조문이다.

## 조문
제369조 (의결권) (1) 의결권은 1주마다 1개로 한다.

(2) 회사가 가진 자기주식은 의결권이 없다.

(3) 회사, 모회사 및 자회사 또는 자회사가 다른 회사의 발행주식의 총수의 10분의 1을 초과하는 주식을 가지고 있는 경우 그 다른 회사가 가지고 있는 회사 또는 모회사의 주식은 의결권이 없다.

第369條 (議決權) ① 議決權은 1株마다 1個로 한다.
②會社가 가진 自己株式은 議決權이 없다.
③會社, 母會社 및 子會社 또는 子會社가 다른 會社의 發行株式의 總數의 10分의 1을 초과하는 株式을 가지고 있는 경우 그 다른 會社가 가지고 있는 會社 또는 母會社의 株式은 議決權이 없다. <新設 1984.4.10.>

## 판례
- 상법 제369조 제1항에서 주식회사의 주주는 1주마다 1개의 의결권을 가진다고 하는 1주 1의결권의 원칙을 규정하고 있는바, 위 규정은 강행규정이므로 법률에서 위 원칙에 대한 예외를 인정하는 경우를 제외하고, 정관의 규정이나 주주총회의 결의 등으로 위 원칙에 반하여 의결권을 제한하더라도 효력이 없다[1]
- 주주평등의 원칙이란, 주주는 회사와의 법률관계에서는 그가 가진 주식의 수에 따라 평등한 취급을 받아야 함을 의미한다. 이를 위반하여 회사가 일부 주주에게만 우월한 권리나 이익을 부여하기로 하는 약정은 특별한 사정이 없는 한 무효이다.[2]
- 상법 제369조 제3항은 “회사, 모회사 및 자회사 또는 자회사가 다른 회사의 발행주식의 총수의 10분의 1을 초과하는 주식을 가지고 있는 경우 그 다른 회사가 가지고 있는 회사 또는 모회사의 주식은 의결권이 없다”고 규정하고 있다. 이와 같이 모자회사 관계가 없는 회사 사이의 주식의 상호소유를 규제하는 주된 목적은 상호주를 통해 출자 없는 자가 의결권 행사를 함으로써 주주총회결의와 회사의 지배구조가 왜곡되는 것을 방지하기 위한 것이다. 한편, 상법 제354조가 규정하는 기준일 제도는 일정한 날을 정하여 그 날에 주주명부에 기재되어 있는 주주를 계쟁 회사의 주주로서의 권리를 행사할 자로 확정하기 위한 것일 뿐, 다른 회사의 주주를 확정하는 기준으로 삼을 수는 없으므로, 기준일에는 상법 제369조 제3항이 정한 요건에 해당하지 않더라도, 실제로 의결권이 행사되는 주주총회일에 위 요건을 충족하는 경우에는 상법 제369조 제3항이 정하는 상호소유 주식에 해당하여 의결권이 없다. 이때 회사, 모회사 및 자회사 또는 자회사가 다른 회사 발행주식 총수의 10분의 1을 초과하는 주식을 가지고 있는지 여부는 앞서 본 ‘주식 상호소유 제한의 목적’을 고려할 때, 실제로 소유하고 있는 주식수를 기준으로 판단하여야 하며 그에 관하여 주주명부상의 명의개서를 하였는지 여부와는 관계가 없다.[3]

## 참고문헌
- 유영일. "상호주(상법 제369조 제3항)의 판단시점과 판단기준 -대법원 2009.1.30. 선고 2006다31269 판결을 중심으로-." 상사판례연구 24.1 (2011): 197-226.
- 손주찬. (1984, 4). 개정상법 제369조 제3항에 관한 해석론과 입법론. 고시계, 29(5), 129-142.

## 같이 보기
- 의결권